# Otto Wilhelm Klinckowström

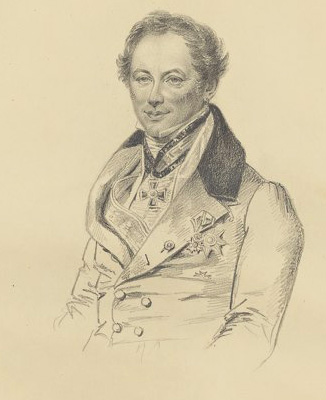
Otto Wilhelm Klinckowström.
Teckning av Maria Röhl (1837).

Otto Wilhelm Klinckowström, född 10 december 1778 i Stockholm, död 27 januari 1850 i Helsingfors, var en svensk-finländsk friherre och militär, ämbetsman och hovman. Han var son till Otto Wilhelm Klinckowström d.ä.

## Biografi
År 1816 flyttade Klinckowström från Sverige till Finland efter en växlande och tämligen äventyrlig men framgångsrik bana som militär och hovman. I Finland kom han genast i gunst hos tsar Alexander I av Ryssland och blev efter vartannat kammarherre, geheimeråd, generallöjtnant, senator (1825-47) och ledamot av censuröverstyrelsen i Finland. 1820 blev Klinckowström vice landshövding i Viborgs län och 1821 landshövding. 
Han gjorde sig känd för maktmissbruk och för motstånd mot finsknationella strävanden. Han representerade den svensk-ryska härskarinställningen som var förhatlig för finnarna, menar C. G. Thomasson och ansågs "med rätta" som en av de inflytelserikaste reaktionärerna vid ryska hovet.